# Lord Commissioner
A Lord Commisionerek (angolul többes számban Lords Commissioners)  a Királyi Államtanács tagjai, akiket az Egyesült Királyság uralkodója nevez ki, hogy a nevében ellássanak bizonyos parlamenthez fűződő jogköröket, köztük a Parlament megnyitását és elnapolását, az újonnan megválasztott képviselőházi elnök megerősítését és a törvények királyi jóváhagyásának kiadását. A hivatalban levő Lord Commissionereket együtt „Royal Commissionnak” (királyi bizottság) hívják. A királyi bizottságot legalább három, de általában öt Lord Commissioner alkotja, akik közt helyet kap a lordkancellár is.
A Lord Commisionerek belépnek a Lordok Házának üléstermébe a meghatározott időben és egy, a ceremónia idejére felállított építményen elfoglalják helyüket. A lordkancellár, mint a legmagasabb rangú Lord Commissioner, utasítja a Gentleman Usher of the Black Rodot, hogy idézze meg a Képviselőházat. Mivel a jelenlegi lordkancellár a Képviselőház tagja, a Királyi Államtanács elnöke hajtotta végre ezt a feladatot a jelenlegi Parlament 2007. október 30-i elnapolásakor. Amikor a Képviselőház tagjai megérkeznek, a Lordok Háza korlátjánál háromszor meghajolnak, de nem lépnek be a lordok üléstermébe. A Lordok Házának felolvasótitkára ezután felolvassa az uralkodó megbízatását, amely felhatalmazza a Lord Commissionereket. Miután a feladatot végrehajtották, a képviselőháziak ismét háromszor meghajolnak, majd távoznak.

## Fordítás
- Ez a szócikk részben vagy egészben  a   Lords Commissioners című angol Wikipédia-szócikk ezen változatának fordításán alapul.  Az eredeti cikk szerkesztőit annak laptörténete sorolja fel. Ez a jelzés csupán a megfogalmazás eredetét és a szerzői jogokat jelzi, nem szolgál a cikkben szereplő információk forrásmegjelöléseként.

## Külső hivatkozások
- Royal Commissionök